# Miss Dynamite (Sirkowski)
Pour les articles homonymes, voir Miss Dynamite.
Miss Dynamite est une bande dessinée, une cyber-bande dessinée et une série d'animation flash créées par le dessinateur et illustrateur québécois (canadien) Sébastien Fréchette (plus communément appelé Sirkowski).
Cette série nous raconte les aventures de deux jeunes femmes : celle d'Eva Sikowski, une tueuse professionnelle, et celle de son associée bisexuelle Blackie.
Cette série possède un humour dérangeant, sadique et parfois même sexuel, ce qui explique peut-être un certain succès dans le monde de la cyber-bande dessinée.
Elle s’attaque directement à plusieurs tabous de la société occidentale. Le dessinateur a reçu des courriels de menaces sur son site, sur son blogue et même sur son forum.

## Origines

### Le créateur
Le créateur de MissDynamite, Sirkowski, de son vrai nom Sébastien Fréchette, est un dessinateur et illustrateur indépendant résidant à Montréal, au Québec. Ses écrits sont toujours publiés sur le blogue « Miss Dynamite blog » en anglais.
Profondément anglophile, libéral et athée, M. Fréchette est connu pour sa grande contribution sur le blogue « The Liberal Avenger », un blogue athée. Les articles créés par le jeune québécois sur ce blogue sont aussi présents sur le « Miss Dynamite blog » en version anglaise uniquement.
Le dessinateur québécois est aussi connu pour son travail en tant qu'illustrateur de hentai. Certains de ses travaux sont disponibles sur différents sites Internet.
Le dessinateur est aussi un passionné des rats et en possède deux nommés Eva et Blackie, en référence aux deux personnages principaux de « Miss Dynamite ».

### La création
« Miss Dynamite » a été créée en 1990. À cette époque le personnage principal portait le nom de Iva Sauter et fut un des personnages de nombreuses bandes dessinées. En 1993, le personnage Iva Sauter a été renommé Catharina Eva Sirkowski et est devenu le personnage principal de la bande dessinée. Le second prénom de Miss Dynamite est « Eva » car le créateur de la série a fait une erreur, en effet la bonne orthographe est « Iva ». Le nom de famille Sirkowski a été ajouté au prénom du personnage en référence à l'aviateur russe Igor Sikorsky.

## Personnages principaux

### Eva Sirkowski
Plus connue sous le nom de Miss Dynamite, elle est de nationalité russe d'après l'origine de son nom de famille, mais ceci est bien sûr à prouver. Elle peut parler anglais avec un accent de Floride et plusieurs autres langues sans le moindre accent anglais. Elle se revendique elle-même comme une véritable russe car elle connait parfaitement la culture, l'histoire et les différents mécanismes de la société russe. Parfois même, elle agit même comme une véritable Bolchévique, mais son goût pour la richesse et le capitalisme nous donne plus envie de se moquer d'elle qu'autre chose.

### Blackie Chin
Tanpopo « Blackie » Chin est la descendante d'ancêtres japonais et chinois, c'est l'unique enfant du millionnaire Mutsushito Chin. Son père a été tué par Yoshi Hamata quand elle n'était âgée que de six ans. Ce dernier a ainsi pris le « contrôle de la Chin Corporation ». Craignant pour sa vie, Blackie s'est enfuie pour le Japon, puis se cacha à Sanya dans les alentours de Tokyo. Elle a donc vécu et grandi dans les quartiers peu confortables peuplés de drogués, de proxénètes, de prostituées ou même de vendeurs de substances illicites. 
On n'a pas de mal à comprendre comment cette jeune femme a pu maîtriser les arts martiaux : dans son adolescence, elle a tenté de tuer Yoshi Hamaya et de reprendre le contrôle de sa fortune ainsi que des affaires de sa famille. Cependant, Yoshi l'a séduite et l'a convaincue autrement. Peu motivée à l'idée de devenir une femme d’affaires, elle a abandonné son Empire contre un généreux chèque.

## Versions

### Bande dessinée
Miss Dynamite a commencé sa série dans une revue indépendante québécoise du nom de « MensuHell ». Plusieurs épisodes furent publiés pendant plusieurs années dans cette revue.
Quatre épisodes de la bande dessinée originale sont disponibles en ligne :
- Couleur spéciale (titre original « Color Special »)
- Épisode un : Mademoiselle Dynamite en direct ! (titre original « Miss Dynamite Live ! »)
- Épisode deux : Eva, Blackie, Mélodie et ses amis (titre original « Eva, Blackie, Mélodie et ses amis »)
- Épisode trois : La pute, la Lesbienne et le Camarade (titre original « The Bitch, The Lesbian and The Comrade »)

Il existe aussi plusieurs recueils dessinés, contenant de courts épisodes de Sirkowski ainsi que d'autres artistes. On peut aussi trouver des dessins de passionnés.
- Mademoiselle Dynamite Édition Spéciale (titre original « Miss Dynamite Special Edition #1 »)
- Plus rapide, Dynamite ! Tuer ! Tuer ! Volume 1 (titre original « Faster, Dynamite! Kill! Kill! Volume 1 »)
- Plus rapide, Dynamite ! Tuer ! Tuer ! Volume 2 (titre original « Faster, Dynamite! Kill! Kill! Volume 2 »)

### Cyber-bande dessinée
En plus de la bande dessinée, il existe une bande dessinée cybernétique remise fréquemment à jour nommée Dynamite illimitée (« Dynamite Unlimited »).

### Animation
La bande dessinée d'origine a été adaptée en dessins animés Macromedia Flash qui sont publiés sur le site américain Newgrounds. L'audience est au rendez-vous et les passionnés de cette série peuvent ainsi noter le travail de l'artiste. Le dessinateur de la série a aussi mis en place un système de vote pour permettre aux amoureux de la série de pouvoir prévoir la fin du prochain film. Ce fut notamment le cas dans Mademoiselle Dynamite XV (« Miss Dynamite XV »).

#### Épisodes
- Mademoiselle Dynamite du I au V (« Miss Dynamite I to V ») : comprend les trois premiers épisodes de la série, mais qui sont en fait une série de bandes dessinées semi animées en plus des épisodes quatre et cinq, qui étaient les premières animations de la série ;
- Mademoiselle Dynamite VI (« Miss Dynamite VI ») : c'est le seul épisode hors-série qui offre la possibilité aux utilisateurs de dévêtir les personnages ;
- Mademoiselle Dynamite VII (« Miss Dynamite VII ») : c'est la première fois qu'on voit le groupe de chanteurs américains les « Backstreet Boys ». Nick Carter, un des membres, est tué accidentellement ;
- Mademoiselle Dynamite VIII (« Miss Dynamite VIII ») : c'est le premier épisode où les personnages ont des voix. Dans cet épisode deux membres du groupe musical américain « Backstreet Boys » sont tués ;
- Mademoiselle Dynamite IX (« Miss Dynamite IX ») : première apparition du personnage « Scary Spice » ;
- Mademoiselle Dynamite X (« Miss Dynamite X ») : les deux héroïnes ont été empoisonnées et les personnages de la série anglaise Les Télétubbies viennent donner un coup de main aux deux personnages ;
- Mademoiselle Dynamite XI (« Miss Dynamite XI ») : deux jeunes frimeurs embêtent Eva et Blackie ;
- Mademoiselle Dynamite XII (« Miss Dynamite XII »): Blackie et Eva essaient la console de jeu « PlayStation 2 » ;
- Mademoiselle Dynamite XIII (« Miss Dynamite XIII ») : Eva et Blackie torturent Kevin Richardson ;
- Mademoiselle Dynamite XIV (« Miss Dynamite XIV ») : Eva et Blackie partent pour Cuba, elles vont rencontrer le redoutable Elian Gonzalez ;
- Mademoiselle Dynamite XV (« Miss Dynamite XV ») : Eva se bat contre Elian Gonzalez ;
- Mademoiselle Dynamite XVI (« Miss Dynamite XVI ») : le dernier membre du groupe de musique « Backstreet Boys » est tué ;
- Mademoiselle Dynamite XVII (« Miss Dynamite XVII ») : Blackie fait un rêve ;
- Mademoiselle Dynamite XVIII (« Miss Dynamite XIII ») : Eva et Blackie vont devoir combattre le redoutable Elian Gonzalez encore une fois ;
- Mademoiselle Dynamite XIX (« Miss Dynamite XIX ») : Eva et Blackie se rendent en Louisiane ;
- Mademoiselle Dynamite XX (« Miss Dynamite XX ») : Eva est capturée par l'Église Catholique Romaine ;
- Mademoiselle Dynamite XXI (« Miss Dynamite XXI ») : première apparition des personnages Pu Tang et Pu Nani ;
- Mademoiselle Dynamite XXII (« Miss Dynamite XXII ») : première confrontation des personnages Pu Tang et Pu Nani face à Eva et Blackie ;

En plus de ces épisodes, il y a des épisodes hors-série :
- Spécial Halloween (« Halloween Special ») : épisode dédié à la célèbre fête d'Halloween ;
- Épisode spécial 10e anniversaire (« 10th Anniversary Special ») : un documentaire qui nous narre la plupart des aventures d'Eva ;
- Mademoiselle Dynamite contre Terry Schiavo (« Miss Dynamite vs Terry Schiavo ») : Sirkowski nous explique à sa manière l'affaire Terri Schiavo ;
- Déshabiller la poupée (« Kiss Doll ») : habiller et déshabiller Eva dans ce petit jeu ;